# Rødvig Skibsmotormuseum
Rødvig Skibsmotormuseum er et dansk museum beliggende i Rødvig på Stevns. Museet rummer mere end 300 skibsmotorer fra perioden 1903-1973, hvoraf mere end halvdelen kan startes.
På nuværende tidspunkt bliver kun 7 motorer startet for publikum. Museet drives som en selvejende institution.